# Кювет

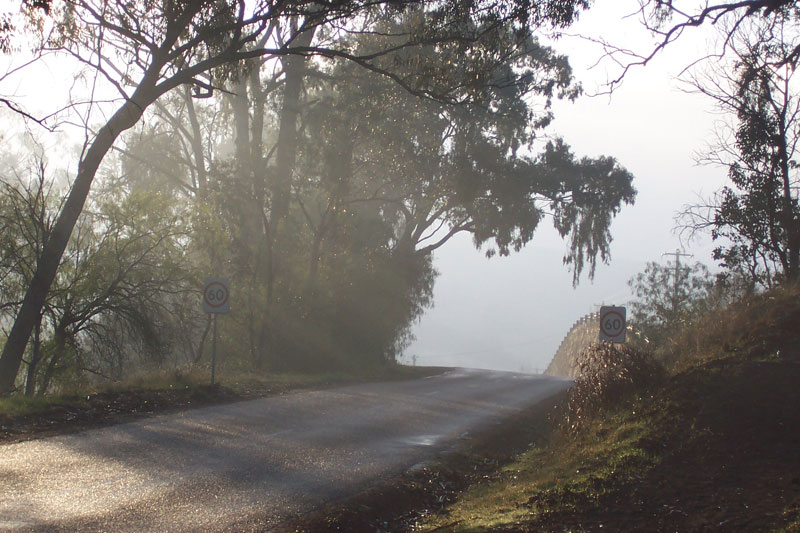
Дорога з ґрунтовим кюветом

Кюве́т (від фр. cuvette — «балія, корито») — водостічна канава вздовж шляху і залізничного полотна. Може бути також уздовж велодоріжки.
Призначена для стоку води з дороги. Іноді влаштовується для дренажу основи дорожнього покриття. Кювет може бути не укріпленим (ґрунтовим) і укріпленим, вимощеним камінням або повністю покритим бетоном. Від дороги його може відокремлювати невелика огорожа.